# Siphonogorgia eminens
Siphonogorgia eminens är en korallart som beskrevs av Albert Jones Chalmers 1928. Siphonogorgia eminens ingår i släktet Siphonogorgia och familjen Nidaliidae. Inga underarter finns listade i Catalogue of Life.